# Pomeroy (Waszyngton)
Pomeroy – miasto (city), ośrodek administracyjny hrabstwa Garfield, w południowo-wschodniej części stanu Waszyngton, w Stanach Zjednoczonych, położone nad strumieniem Pataha Creek. W 2010 roku miasto liczyło 1425 mieszkańców.
Miasto założone zostało w 1886 roku.